# Katzbach (Kraichbach)
Der Katzbach ist ein knapp 18 Kilometer langer Bach im Westen des Kraichgaus, der beim Ortsteil Stettfeld von Ubstadt-Weiher von rechts in den Kraichbach mündet.

## Geographie

### Verlauf
Die Quelle des Katzbachs liegt im Großen Wald rund einen Kilometer südöstlich des Eichelbergs (327 m ü. NHN) und eineinhalb Kilometer westlich von Hilsbach, einer früher selbständigen Stadt, die heute zu Sinsheim gehört. Westliche Fließrichtung einschlagend, verlässt der Bach nach rund 400 Meter die Gemarkung von Hilsbach und damit den Rhein-Neckar-Kreis, durchquert auf etwa 300 Meter das Gebiet der Stadt Eppingen, die zum Landkreis Heilbronn gehört, und erreicht dann die Gemarkung von Eichelberg, ein Stadtteil von Östringen im Landkreis Karlsruhe.
In der Eichelberger Gemarkung verlässt der Katzbach bald das geschlossene Waldgebiet, das er seit seiner Quelle durchfließt, und wendet sich nach Südwesten. Am rechten Talhang liegt das bebaute Gebiet von Eichelberg. Südöstlich von Eichelberg wird der Bach von einem rund 15 Meter hohen Viadukt überquert, das zum heute stillgelegten Teil der Katzbachbahn gehört. Ungefähr ab den Viadukt folgt die Landesstraße 552 dem weiteren Verlauf des Tals.
Südlich von Eichelberg durchfließt der Katzbach den Kreuzbergsee, einen rund 300 Meter langen, knapp 100 Meter breiten künstlich angelegten See mit einer Fläche von etwa zwei Hektar.
Anschließend durchfließt der Katzbach den Ortskern von Tiefenbach, eines weiteren Stadtteils von Östringen. In Höhe von Tiefenbach ist das Katzbachtal knapp 100 Meter tief.
Unterhalb von Tiefenbach mündet von links und innerhalb eines Golfplatzes der Hainbach in den Katzbach. Dieser südlich von Elsenz entspringende Hainbach ist kürzer als der Oberlauf des Katzbach (4,1 zu 5,7 Kilometer), hat jedoch ein etwas größeres Einzugsgebiet (6,4 zu 6,0 Quadratkilometer). Der Katzbach nimmt die westnordwestliche Fließrichtung des Hainbachs auf, die er bis unterhalb von Odenheim, ebenfalls ein Stadtteil von Östringen, beibehält.
Am östlichen Ortsrand von Odenheim mündet von rechts der Kapellenbach, ein 4,5 Kilometer langer Bach, der westlich von Eichelberg entsteht und das ehemalige Ritterstift Odenheim passiert. Der Katzbach durchfließt das Ortszentrum von Odenheim; am rechten Ufer liegt der Bahnhof, der das heutige Ende der zur Stadtbahn Karlsruhe gehörenden Katzbachbahn markiert. Am westlichen Ortsrand von Odenheim mündet von rechts der gut zwei Kilometer lange Elsbach. Odenheim ist einer von mehreren Orten, die für sich in Anspruch nehmen, Tatort der in der Nibelungensage geschilderten Ermordung Siegfrieds zu sein. Der zugehörige Siegfriedbrunnen, der 1876 noch unter dem Namen Seesbrunnen firmierte, liegt rund 400 Meter rechts des Elsbaches an der Landesstraße von Odenheim nach Östringen.
Im folgenden Abschnitt nach Westen fließend, passiert der Bach das nicht dauereingestaute Hochwasserrückhaltebecken Katzbach mit einem gewöhnlichen Rückhaltevolumen von 143.000 Kubikmeter.
Die beiden folgenden Orte am Katzbach, Zeutern und Stettfeld, gehören zur Gemeinde Ubstadt-Weiher. In Zeutern mündet zwischen zwei Mühlkanälen von rechts der 2,5 Kilometer lange Besingbach. In Stettfeld verlässt der Katzbach den Kraichgau und tritt in die Oberrheinische  Tiefebene ein. Nach Unterquerung der Bundesstraße 3 und der Bahnstrecke Heidelberg–Karlsruhe mündet der Katzbach von rechts und Südosten in den Kraichbach. Gut 100 Meter weiter flussabwärts zweigt der Kriegbach, ein primär der Hochwasserentlastung dienender Bach, vom Kraichbach ab.

### Zuflüsse und Seen
Liste der Zuflüsse und  Seen von der Quelle zur Mündung. Gewässerlänge, Seefläche, Einzugsgebiet und Höhe nach den entsprechenden Layern auf der Onlinekarte der LUBW. Andere Quellen für die Angaben sind vermerkt.
- Durchfließt den Kreuzbergsee auf 188 m ü. NHN[LUBW 6] zwischen Östringen-Eichelberg und -Tiefenbach am Kreuzberghof, 2,0 ha
- Hainbach, von links und Osten auf etwa 160 m ü. NHN zwischen Tiefenbach und Östringen-Odenheim, 4,1 km und 6,4 km²
- (Bach aus dem Ameisengrund), von links und Süden auf etwa 151 m ü. NHN kurz vor dem oberen Ortsrand von Odenheim, 1,5 km und ca. 3,7 km²[LUBW 7]
- Kapellenbach, von rechts und Ostnordosten auf etwa 147 m ü. NHN an der Utestraße in Odenheim, 4,5 km und 7,9 km²
- Elsbach[3], von rechts und Nordosten auf etwa 143 m ü. NHN im Gewerbegebiet Odenheim-West, 2,3 km und 3,7 km²
- Silzbrunnenbach, von rechts und Norden auf etwa 139 m ü. NHN an der Unteren Mühle von Odenheim, 1,5 km und 1,8 km²
- Speitelsbach, von rechts und Nordwesten auf etwa 137 m ü. NHN, 2,1 km und 2,4 km²
- Durchfließt auf etwa 135 m ü. NHN und kurz vor Ubstadt-Weiher-Waldmühle das gewöhnlich trockenliegende Hochwasserrückhaltebecken Katzbach
- Besingbach, von rechts und Nordnordosten auf unter 130 m ü. NHN in Ubstadt-Weiher-Zeutern, 2,6 km und 2,5 km²
- Zeiselgraben, von links und Süden auf etwa 118 m ü. NHN kurz vor Ubstadt-Weiher-Stettfeld, 0,7 km und ca. 0,2 km²[LUBW 7]

## Weblinks

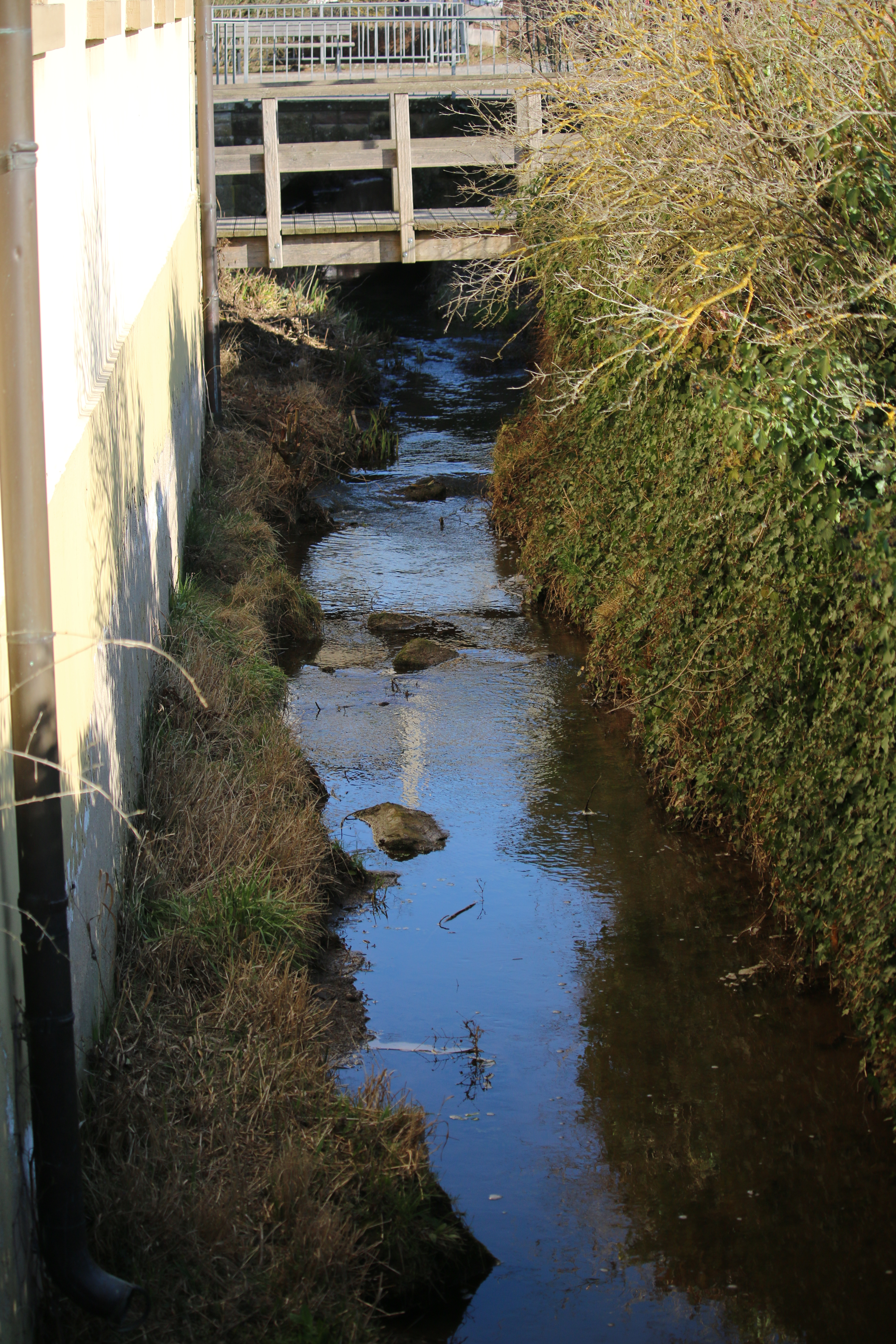
Der Katzbach am Rathaus Tiefenbach

### LUBW
Amtliche Online-Gewässerkarte mit passendem Ausschnitt und den hier benutzten Layern: Karte von Lauf und Einzugsgebiet des Katzbachs

Allgemeiner Einstieg ohne Voreinstellungen und Layer: Daten- und Kartendienst der Landesanstalt für Umwelt Baden-Württemberg (LUBW) (Hinweise)
1. 1 2 3  Höhe nach dem Höhenlinienbild auf dem Hintergrundlayer Topographische Karte oder dem Digitalen Höhenmodell der Online-Karte.
2. 1 2  Länge nach dem Layer Gewässernetz (AWGN).
3. ↑  Einzugsgebiet aufsummiert aus den Teileinzugsgebieten nach dem Layer Basiseinzugsgebiet (AWGN).
4. 1 2  Seefläche nach dem Layer Stehende Gewässer.
5. ↑  Einzugsgebiet nach dem Layer Basiseinzugsgebiet (AWGN).
6. ↑  Höhe nach blauer Beschriftung auf dem Hintergrundlayer Topographische Karte.
7. 1 2  Einzugsgebiet abgemessen auf dem Hintergrundlayer Topographische Karte.

### Andere Belege
1. ↑  Josef Schmithüsen: Geographische Landesaufnahme: Die naturräumlichen Einheiten auf Blatt 161 Karlsruhe. Bundesanstalt für Landeskunde, Bad Godesberg 1952. → Online-Karte (PDF; 5,1 MB)
2. ↑  Werte aus Regionalisierung, Datenstand 1. März 2016 (MNQ, MQ), 1. März 2007 (MHQ) aus Abfluss-BW – ein Daten- und Kartendienst der Landesanstalt für Umwelt Baden-Württemberg (Hinweise)
3. 1 2 3  Meßtischblatt 6818 Odenheim von 1876 in der Deutschen Fotothek.
4. ↑  Steckbrief HRB Katzbach beim LUBW (abgerufen am 30. Juni 2019).